# أديب الصعيبي
أديب سليم شاكر الصُعَيْبي (1921 - 1986) عالم أدبي وشاعر لبناني. ولد في بجه، قضاء جبيل. درس في مدرستها ثم في مدرسة الإخوة المريميين في جبيل. عمل معلمًا في مدارس أقضية جبيل وطرابلس والبترون. له دواوين شعرية عديدة ونثر ودراسات أدبية ولغوية ومقالات في مجلة «الأسبوع العربي». توفي في مسقط رأسه. 

## سيرته
ولد أديب سليم شاكر الصُعَيْبي سنة 1340 هـ/ 1921 م في بلدة بجة بقضاء جبيل، جنوبيّ لبنان، ونشأ بها. تعلم عن والده أصول اللغة والآداب العربية، وأكمل في مدرسة الأخوة المريميين في جبيل. ثم انتقل إلى مدرسة سيدة ميفوق للرهبانية المارونية، وقد تعلم الفرنسية والرياضيات والعلوم بها. 

عمل معلمًا في مدارس أقضية جبيل وطرابلس والبترون، وفي مدرسة ميفوق عشر سنوات، ودرس الأدب والفلسفة وعلوم العرب في عدد من معاهد طرابلس 27 عامًا. وهو من مؤسسي المجلس الثقافي في جبيل. 

توفي أديب الصعيبي سنة 1407 هـ/ 1986 م في مسقط رأسه. 

## شعره
ذكر في معجم البابطين عنه «شاعر وجداني، جمعت تجربته بين القصائد الوجدانية وقصائد الوصف وقصائد المناسبات، والقصائد ذات البعد السياسي والقومي، اتسمت لغته بالقوة، وأسلوبه بالإحكام، حافظ على وحدة القافية رغم اعتماده نظام المقطوعات الشعرية في القصيدة الواحدة.» 

## جوائزه وتكريمه
حاز على عدد من الأوسمة اللبنانية، منها:
- 1972: وسام المعارف البرونزي في حفل تكريم أقامته مدرسة دار إلياس للآباء الكرمليين
- 1988: وسام المعارف الفضي في حفل تكريمي أقامته مدرسة راهبات الوردية، جبيل
- 1996: وسام المعارف المذهب في حفل أقامته جامعة الروح القدس بمناسبة صدور ديوانه الشعري بعد وفاته.[3]

## مؤلفاته
جمعت أشعاره في كتاب «أديب الصعيبي: المجموعة الشعرية الكاملة» سنة 1996، من دواوينه الشعرية:
- «نفثات الصبا»
- «المواسم»
- «دموع الوفاء»
- «الجراح النازفة»
- «من الأكباد»
- «شرارات المغيب»

من آثاره:
- «دراسة عن المتنبي»، 1964
- «بيان العرب»، 1966
- «دراسات في الفلسفة العربية»
- «حلقات البكالوريا»، 1974
- «المنهج الحديث في الأدب العربي»، جزءان، 1965
- «المنهج الحديث في القراءة»، أربعة أجزاء
- «تاريخ العلوم عند العرب»، 1972
- «بيان العرب الجديد»، 1971